# Négyzetkilométer
A négyzetkilométer (röv. km²) a terület mértékegysége.
Az SI-mértékegységrendszerben elfogadott és ajánlott többszöröse a négyzetméternek.
Egy négyzetkilométer egyenlő:
- az egy kilométer oldalú négyzet területével
- 1 000 000 négyzetméterrel.
- 100 hektárral
- 0,386 102 négyzetmérfölddel[1]
- 247,1 acre-rel[1]

Megfordítva:
- 1 m² = 0,000 001 km²
- 1 hektár = 0,01 km²
- 1 négyzetmérföld = 2,589 988 km²[1]
- 1 acre = 0,004047 km²

A "km2" jel jelentése (km)2, és neve négyzetkilométer, és nem k(m2), kilonégyzetméter, ami ezer négyzetméter lenne.

## Példák

### Térképek

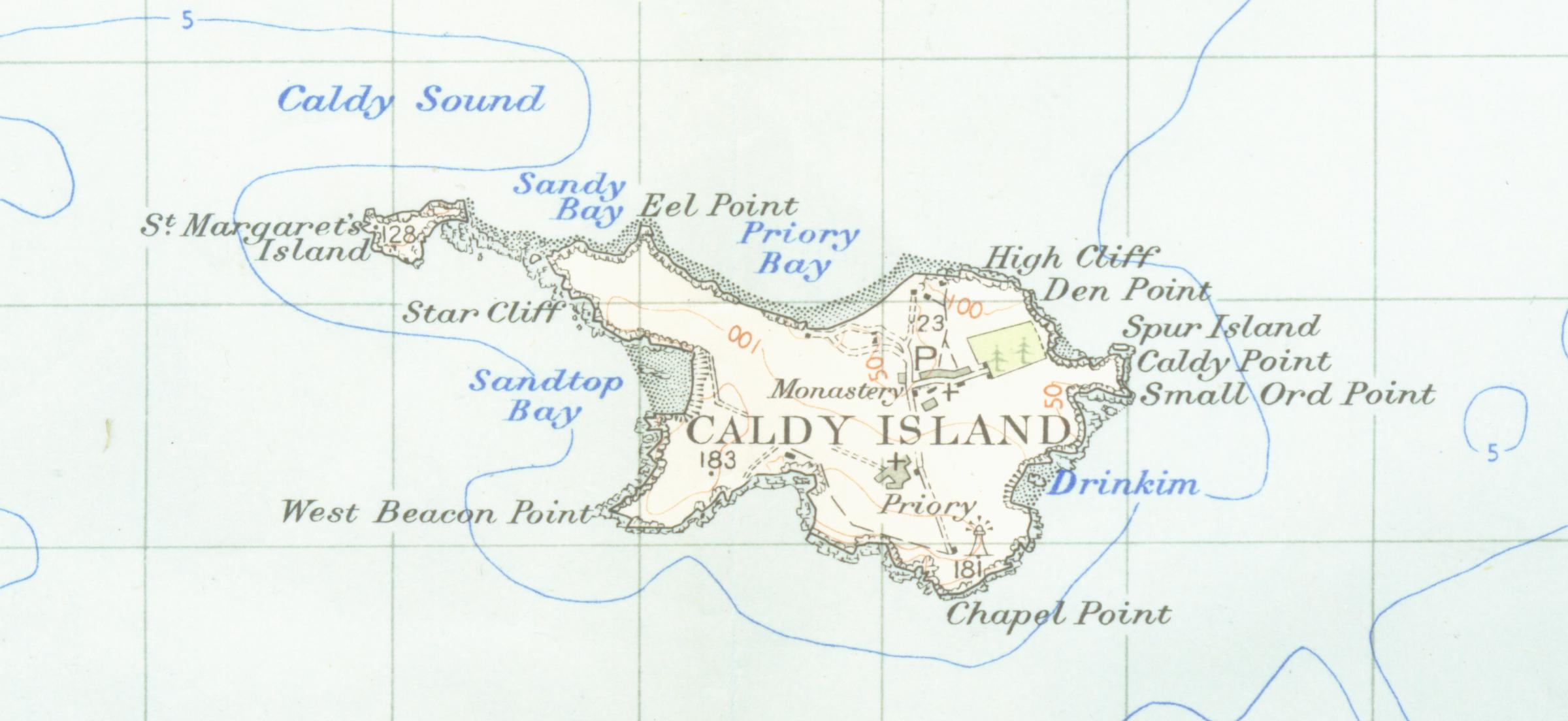
A Caldey-sziget térképe 1952-ből. A rács vonalainak távolsága 1 kilométernek, a rácsnégyzetek területe egy négyzetkilométernek felel meg

Különböző mértékarányú térképeken a rácsvonalak körülbelül kilométeres távolságban húzódnak, így egy-egy rácsnégyzet körülbelül egy négyzetkilométert fed le.
- Ha az arány 1:100 000, akkor a négyzetek területe egy négyzetcentiméter. A rácsvonalak centiméteres távolságban húzódnak.
- Ha az arány 1:50 000, akkor a négyzetek területe négy négyzetcentiméter. A rácsvonalak távolsága két centiméter.
- Ha az arány 1:25 000, akkor a négyzetek területe tizenhat négyzetcentiméter. A rácsvonalak távolsága négy centiméter.

### Középkori városközpontok

Delft városa Hollandiában 1659-ben. A falak körülbelül egy négyzetkilométert zárnak közre.

Sok középkori város fala egy négyzetkilométer körüli területet zár közbe. Sok helyen ezek a falak még állnak, vagy nyomvonaluk látható. Brüsszelben körgyűrű helyettesíti, Frankfurtban kertek. A nyomvonal gyakran téglalappal vagy ellipszissel közelíthető. A példák közé tartozik
- Delft, Hollandia

A közrezárt terület közelítőleg téglalap alakú. Hosszúsága 1,30; szélessége 0,75 kilométer. Egy tökéletes téglalap területe ezekkel az adatokkal 1,30×0,75 = 0,9 km2.
- Lucca, Olaszország

A közrezárt terület közelítőleg téglalap alakú, lekerekített északnyugati és északkeleti sarkokkal. Hosszúsága 1,36; szélessége 0,8 kilométer. Egy tökéletes téglalap területe ezekkel az adatokkal 1,36×0,80 = 1,088 km2.
- Brugge, Belgium

A közrezárt terület közelítőleg ellipszis vagy ovális alakú, északi-déli irányú nagytengellyel. A nagytengely hossza 2,53; a kistengely hossza 1,8 kilométer. Egy tökéletes ellipszis területe ezekkel az adatokkal 2,53 × 1,81 × (π/4) = 3,597 km2.
- Chester, Egyesült Királyság

Chester falai nagyon jó állapotban vannak. A közrezárt terület közelítőleg téglalap alakú. Az északi és a déli kapu távolsága 855, a nyugati és a keleti kapu távolsága 589 méter. Egy tökéletes téglalap területe ezekkel az adatokkal (855/1000) × (589/1000) = 0,504 km2.

### Golfpályák
Crafter és Mogford golfpálya-tervezők szerint egy pályán egy lyuk körül 120 méterszer 40 méternyi szabad területnek kell lennie. Egy 6000 méteres golfpálya 18 lyukkal legalább 80 hektárt igényel csak a lyukak elhelyezésére. A következő golfpályák körülbelül egy négyzetkilométert fednek le:
- Manchester Golf Club, Egyesült Királyság [4]
- Northop Country Park, Wales, Egyesült Királyság [4]
- The Trophy Club, Lebanon, Indiana, USA [5]
- Qingdao International Country Golf Course, Qingdao, Shandong, Kína
- Arabian Ranches Golf Club, Dubai [6]
- Sharm el Sheikh Golf Courses: Sharm el Sheikh, Dél-Sínai, Egyiptom [7]
- Belmont Golf Club, Lake Macquarie, NSW, Ausztrália [8]

### Parkok
Néhány park közel egy négyzetkilométeres területű:
- Riverside Country Park, Egyesült Királyság.[9]
- Brierley Forest Park, Egyesült Királyság.[10]
- Rio de Los Angeles State Park, Kalifornia, USA [11]
- Jones County Central Park, Iowa, USA.[12]
- Kiest Park, Dallas, Texas, USA [13]
- Hole-in-the-Wall Park & Campground, Grand Manan Island, Bay of Fundy, New Brunswick, Kanada [14]
- Downing Provincial Park, British Columbia, Kanada [15]
- Citadel Park, Poznan, Lengyelország [16]
- Sydney Olympic Park, Sydney, Ausztrália, vizes felületeinek területe 6,63 négyzetkilométer.[17]

### További területek
- Jeruzsálem óvárosa majdnem egy négyzetkilométeres.[18]
- Milton Science Park, Oxfordshire, Egyesült Királyság.[19]
- Mielec Industrial Park,  Mielec, Lengyelország [20]
- The Guildford Campus of Guildford Grammar School, South Guildford, Nyugat-Ausztrália[21]
- Sardar Vallabhbhai National Institute of Technology (SVNIT), Surat, India [22]
- Île aux Cerfs Island, Mauritius keleti partjainál.[23]
- Peng Chau szigete, Hong Kong[24]

## Fordítás
Ez a szócikk részben vagy egészben  a   Square kilometre című angol Wikipédia-szócikk fordításán alapul.  Az eredeti cikk szerkesztőit annak laptörténete sorolja fel. Ez a jelzés csupán a megfogalmazás eredetét és a szerzői jogokat jelzi, nem szolgál a cikkben szereplő információk forrásmegjelöléseként.